# 1729 Beryl
1729 Beryl è un asteroide della fascia principale. Scoperto nel 1963, presenta un'orbita caratterizzata da un semiasse maggiore pari a 2,2296536 UA e da un'eccentricità di 0,1005247, inclinata di 2,44287° rispetto all'eclittica.
L'asteroide è dedicato all'astronoma statunitense Beryl H. Potter (1900-1985), ricercatrice presso l'Università dell'Indiana che contribuì in modo significativo all'Indiana Asteroid Program.